# KDE e.V.
KDE e.V.是註冊的非營利性組織，代表KDE社群在法律和財務實體。該協會支援KDE的創新和發行通過現金、硬件和其他捐贈，然後使用捐款以幫助KDE開發，但不干預社群開發。“e.V.”代表“eingetragener Verein”，意思是“註冊協會”。
|                        | 該協會的宗旨是促進和分發自由軟體相關的自由桌面軟體，特別是'K桌面環境（KDE）'，作為促進知識的自由交流和獲取軟件的機會平等，以及教育、科學和研究。 |
| ——引用自KDE e.V.的章程 | |

## 歷史
1997年8月，KDE One會議在德國阿恩斯貝格舉辦。這是第一次的KDE社群會議，有15位參與者，預算是14000馬克（7158歐元）。马蒂亚斯·卡勒·达尔海默意識到成千上萬的資金透過他的個人帳戶來運行會議，不是一個好主意，所以他希望成立一個協會。1997年11月，马蒂亚斯·埃特里希和马蒂亚斯·卡勒·达尔海默在圖賓根根據德國法律註冊KDE e.V.為協會，並成為主席和副主席。此外，他們不得不找室友和女友達到成立註冊協會需要的最低人數（7人）。

## 組織
| 現任的董事會 | 現任的董事會          |
| 職稱         | 姓名                  |
| ------------ | --------------------- |
| 主席         | Aleix Pol González    |
| 副主席       | Lydia Pintscher       |
| 副主席兼司庫 | Eike Hein             |
| 董事會成員   | Neofytos Kolokotronis |
| 董事會成員   | Adriaan de Groot      |

KDE e.V.包括三種類型會員：Active members、Extraordinary members與Supporting Members。自然人和法人機構都可以成為會員。
所有協會的會員都受邀參與會員大會（general assembly）。會員大會經常是Akademy的一部分。

## 活動
KDE e.V.組織和資助活動，包括developer sprints、Camp KDE和Akademy。以及處理KDE社群相關的法律問題。